# Инвитро оплождане
Оплождането „инвитро“ (на латински: in vitro – „в стъкло“), често наричано „в епруветка“, е вид асистирана репродуктивна технология (АРТ). Това е процес, при който се извършва оплождане на една или няколко яйцеклетки извън тялото на жената, като след това получените ембриони се връщат в матката.
Инвитро оплождането е основен метод за лечение на безплодие (стерилитет), когато останалите АРТ (например вътрематочна инсеминация и др.) не дават резултат. Процесът включва хормонално контролиране на овулацията, получаване на яйцеклетки и сперматозоиди, и поставянето им заедно в течна среда с цел сперматозоидите да оплодят яйцеклетките. След това оплодените яйцеклетки (зиготи) се връщат в матката на пациентката с намерение да се постигне успешна бременност.
Методът е разработен от британския учен Робърт Едуардс, като първото бебе, заченато инвитро, Луиз Браун, се ражда на 25 юли 1978 г. 
За великото си постижение, дало шанс на милиони бездетни двойки по света да имат собствени деца, Робърт Едуардс получава Нобелова награда по медицина за 2010 г.

## Показания
Оплождане инвитро може да бъде използвано за преодоляване на безплодие при жената, причинено например от непроходимост на фалопиевите (маточните) тръби, и/или при безплодие с мъжки фактор – намален брой и/или намалена подвижност на сперматозоидите. При мъжки стерилитет може да се използва допълнително и метода на т.нар. интрацитоплазмено инжектиране на сперматозоид (ИКСИ) – директно инжектиране на избран сперматозоид в яйцеклетката.
За да бъде успешна процедурата, необходимо е жената да има здрава матка, която да може да поддържа бременността, както и здрави яйцеклетки и сперматозоиди, годни да оплождат. Възможно е да се използват и донорски яйцеклетки и/или сперматозоиди, т.е. инвитро оплождане може да се осъществи и при жени с нарушена яйчникова функция, както и нарушена сперматогенеза при мъжа.

## Метод
Теоретично, инвитро оплождане може да се осъществи чрез получаване на яйцеклетка от матката или фалопиевите тръби при естествена овулация. Обаче, без прилагането на допълнителни техники, шансовете за успешна бременност са изключително малки. Такива техники, които рутинно се използват при АРТ включват овариална (яйчникова) хиперстимулация за получаване на множество яйцеклетки, трансвагинална пункция на фоликулите под ултразвуков контрол, подготовка на яйцеклетките и сперматозоидите, както и отглеждане и подбор на получените ембриони.

### Контролирана овариална хиперстимулация
Обикновено стимулацията на яйчниците започва на третия ден от менструалния цикъл и се състои от прилагането на медикаменти с цел развитие на множество фоликули в яйчниците. Преди да се премине към яйчникова стимулация, е необходимо да се провери нивото на яйчниковия запас. При изчерпан или силно редуциран яйчников резерв процедурата не се извършва. Вариант в този случай е използването на донорски яйцеклетки.
При повечето пациентки се прилагат инжекционни разтвори на гонадотропини (например фолитропин алфа(Gonal-F), кломифен цитрат и др.) – аналози на човешкия фоликулостимулиращ хормон (ФСХ), задължително под лекарско наблюдение. Наблюдението включва често (понякога ежедневно) измерване на нивата на естрадиол в кръвта, и на растежа на фоликулите посредством трансвагинална ултрасонография. Обикновено са необходими 10-дневни инжекции. Спонтанната овулация по време на цикъла се предотвратява чрез използването на агонисти или антагонисти на гонадотропин-освобождаващия хормон, които блокират естествения синтез на лутеинизиращ хормон (ЛХ) в организма на жената. Такива медикаменти включват нафарелин (Synarel), бусерелин, госерелин(Zoladex) и др. под формата на назален спрей или инжекционен разтвор, и позволяват на лекаря да контролира точно процеса на овулация.

### Получаване на яйцеклетки
Когато нарастването на фоликулите се оцени като достатъчно, се пристъпва към стимулиране на финалното им съзряване посредством инжектирането на еднократна доза от човешкия хормон гонадотропин (напр. Pregnyl или Ovidrel). Тези медикаменти, които действат като аналози на лутеинизиращия хормон, обикновено довеждат до разпукването на фоликулите (т.е. овулация) около 42 часа след прилагането им. Самото получаване на яйцеклетките става малко преди това (5 – 6 часа по-рано). Процедурата, т.нар. пункция се извършва под обща или локална анестезия на пациентката и отнема около 15 – 20 минути. Под ултразвуков контрол се вкарва игла през вагиналната стена за достигане на яйчника. През тази игла се аспирират фоликулите и получената течност се предава в лабораторията за отделяне на яйцеклетките.

### Подготовка на яйцеклетките и сперматозоидите
В лабораторията яйцеклетките се почистват от заобикалящите соматични и други клетки и вещества и се подготвят за оплождане. Междувременно се подготвят сперматозоидите чрез пречистване от неподвижните и негодни клетки.

### Оплождане
Яйцеклетките и сперматозоидите се инкубират заедно в съотношение 1:75000 за около 18 часа. В повечето случаи през това време яйцеклетките се оплождат и започват да се делят. Когато количеството и/или качеството на получените сперматозоиди не е достатъчно, може да се използва т.нар. ИКСИ – избира се един добре развит, подвижен и с правилна морфология (форма) сперматозоид и се инжектира директно в цитоплазмата на яйцеклетката. Оплодените яйцеклетки (зиготи) се прехвърлят в хранителна среда и се оставят в нея за около 48 часа, когато зиготата се състои от 6 до 8 клетки.

### Отглеждане на ембрионите
Ембрионите се отглеждат, докато достигнат 6 – 8 клетъчен стадий (около 3 дена след пункцията) в специална хранителна среда, съдържаща глюкоза и други енергийни компоненти, аминокиселини, нуклеотиди, витамини и др.
В някои случаи отглеждането продължава до фаза морула (12 – 32 клетки) или бластоцист, т.е. 3 – 4 дена след оплождането, съответно 4 – 5 дена след пункцията.

### Подбор на ембрионите
Лабораториите са разработили методи за оценяване на яйцеклетките и ембрионите, с цел да се оптимизира процента на успеваемост. Методите за оценяване могат да включват морфологични, имунологични и генетични показатели, по които да се преценят най-добрите ембриони, които биха довели до успешна бременност.

### Трансфер на ембрионите
Зародишите се преценяват от ембриолозите по брой на клетките, равномерното нарастване и фазата на делене. Броят за трансфер зависи от наличните ембриони, възрастта на жената и други здравни и диагностични показатели.
За да се увеличи шанса за закрепване и имплантиране на поне 1 зародиш и оттам за успешна бременност, обикновено се прехвърлят няколко ембриона. В повечето страни по света броя на трансферираните ембриони се ограничава до максимум 2 или 3, с цел да се намали вероятността от рискова многоплодна бременност.
За да бъде успешно имплантирането на ембрионите, маточната лигавица трябва да е подготвена да ги приеме. По тази причина прехвърлянето на ембрионите трябва да се извърши в рамките на много тесен времеви интервал (т.нар. имплантационен прозорец) – по време на лутеалната фаза от менструалния цикъл, когато трансфера е на естествен или стимулиран цикъл. Когато се трансферират замразени ембриони, първо пациентката се подготвя с приемането на комбинация от естроген и прогестерон в продължение на няколко дни до 2 седмици преди трансфера, за да се постигне желаното състояние на маточната лигавица. Още след пункцията на яйцеклетките, пациентката започва терапия с високи дози прогестерон, с цел по-добро имплантиране на ембрионите и по-висок шанс за бременност.
Определеният брой ембриони, получили най-висока оценка при подбора, се прехвърлят в матката на пациентката през тънък пластмасов катетър, който преминава през маточната шийка (цервикалния канал). Процедурата отнема само няколко минути и е безболезнена, поради което не се налага анестезия. След трансфера пациентката трябва да остане в покой 1 – 2 часа.
Прогестероновата терапия продължава още няколко седмици след трансфера, по преценка на лекуващия лекар.

## Успеваемост
Процентът на успеваемост е в зависимост от възрастта и физиологичното състояние на пациентката, квалификацията и уменията на лекарския екип, както и технологичното ниво на оборудването в клиниката и ембриологичната лаборатория. В повечето случаи този процент е между 20 и 30, макар че някои клиники дават данни за над 40% успеваемост.

## Замразяване
Когато след трансфера има останали доброкачествени зародиши, възможно е по желание на двойката те да бъдат замразени и да бъдат използвани при следващ опит. Може да се замразяват и неоплодени яйцеклетки, както и сперматозоиди. Това се практикува при химиотерапия и/или хирургично отстраняване на отделни части или на целите яйчници и тестиси, с цел да се осигури на двойката в бъдеще възможност за забременяване.
Замразените ембриони, яйцеклетки и сперматозоиди могат да се съхраняват продължително време в течен азот.

## История
Първата успешна инвитро бременност е постигната през 1977 г. във Великобритания, където д-р Робърт Едуардс и д-р Патрик Степто – двамата първооткриватели, прилагат метода на двойката Лесли и Джон Браун, които нямат деца в продължение на 9 години поради запушени фалопиеви тръби. С помощта на лапароскопски уреди д-р Степто успява да получи годна яйцеклетка от яйчниците на жената, която по-късно е оплодена със сперматозоидите на съпруга ѝ и върната обратно в матката, където се имплантира успешно. Така първото „бебе в епруветка“ – Луиз Браун, се появява на бял свят с цезарово сечение на 25 юли 1978 г., в болница в Олдъм, недалеч от Манчестър, Великобритания.
Поради малката вероятност за забременяване на естествен цикъл (само с 1 яйцеклетка), по-късно технологията „инвитро“ се подобрява непрекъснато и са въведени овариалната стимулация и контролирането на овулацията, отглеждането и подбора на ембрионите, замразяването и донорството на ембриони, яйцеклетки и сперматозоиди, които вече дават възможност и на напълно стерилни двойки да имат деца.
Следващ етап в инвитро оплождането е поставен с метода ИКСИ – интрацитоплазмено инжектиране на сперматозоид в яйцеклетката. Той се прилага, когато сперматозоидите не могат самостоятелно да оплодят яйцеклетката. Под силен микроскоп се избира един добре развит и с правилна морфология сперматозоид, хваща се с помощта на специални микроскопични уреди и се въвежда директно в яйцеклетката.
През 1999 г. по-малката сестра на Луиз Браун – Натали, също зачената инвитро, става майка по естествен път, с което на практика се доказва, че децата, заченати инвитро, по нищо не се различават от останалите, нормално родени деца. По-късно самата Луиз също забременява по естествен път и през 2006 г. ражда свое дете.
Към момента повече от 6 милиона деца по света са заченати и родени след инвитро оплождане, като над 170 000 от тях са от донорски яйцеклетки и ембриони.
Инвитро оплождането е основен метод за лечение на безплодието при различни фактори. Все пак, поради високата цена и сложността на процедурата то се прилага, когато останалите, по-евтини и по-малко инвазивни методи за асистирана репродукция не дават резултат (например лапароскопски операции за възстановяване проходимостта на фалопиевите тръби, вътрематочна инсеминация и др.).
През 2010 г. Робърт Едуардс получава Нобеловата награда за физиология и медицина за изобретяването на технологията „инвитро оплождане“.
В България методът е въведен през 1987 г., като първите деца, заченати инвитро, се раждат в началото на 1988 г. Към 2010 г. вече десетки клиники в цялата страна предлагат инвитро процедури. С решение на Министерски съвет през 2009 г. е съсздаден Фонд за асистирана репродукция, който подпомага финансово лечението на бездетните двойки в България. Над 6000 жени са преминали процедурите благодарение на помощта от фонда.

## Против инвитро по света
Някои среди по света, особено Римокатолическата църква и редица радикални ислямски организации, се обявяват категорично против прилагането на инвитро оплождането и други асистирани репродуктивни технологии. В повечето ислямски страни обаче инвитро оплождането е разрешено, с изключение на донорството.
В някои страни по света (например Китай) е забранено използването на инвитро от неженени двойки или такива с определени заболявания, а в други (Коста Рика) процедурата е напълно забранена като противоконституционна.